# Il tempio dell'alba
Il Tempio dell'alba (titolo orig. 暁の寺, Akatsuki no tera) é un romanzo di Yukio Mishima pubblicato nel 1970. Costituisce il terzo titolo della quadrilogia Il mare della fertilità, del quale fanno parte anche Neve di primavera, Cavalli in fuga e La decomposizione dell'angelo. Essa costituisce l'opera più matura e ambiziosa del celebre scrittore giapponese.
Il tempio richiamato dal titolo dell'opera è quello di Wat Arun, un importante santuario buddista di Bangkok, in Thailandia, che il protagonista visita all'inizio del romanzo; qui e in altri luoghi, come per gli altri romanzi della serie, l'autore viaggiò per condurre ricerche concernenti la stesura del romanzo.

## Tema
Il protagonista, Shigekuni Honda, che in altri romanzi della tetralogia risulta essere semplicemente lo spettatore narrante delle vicende di un altro personaggio primario, acquista ora un ruolo centrale.
Il romanzo fornisce, oltre ad una interessante ricostruzione della società giapponese del secondo dopoguerra, anche un'accurata rappresentazione degli stati d'animo di un uomo ormai anziano e combattuto tra un amore impossibile e la ricerca della propria liberazione spirituale.

## Trama

### Prima parte (1941-1945)
Honda, il personaggio che fa da filo conduttore della tetralogia, nel 1941 si trova a Bangkok per difendere come avvocato gli interessi di una ditta farmaceutica giapponese. Discorrendo con il proprio interprete questi viene a sapere che Honda era stato compagno di scuola di due principi siamesi: Pattanadid, un fratello minore del re Rama VI, e suo cugino Kridsada, nipote di Rama IV, entrambi all'estero al momento dell'azione narrata.
Viene così organizzato un incontro tra Honda e la principessa Chantrapa (Ying Chan), sorella di Pattanadid dell'età di sette anni e che è convinta di essere la reincarnazione di un giovane giapponese nel quale Honda identifica Isao, il protagonista di Cavalli in fuga .
Nel corso di una successiva gita fuori porta l'uomo ha modo di vedere la bambina fare il bagno nuda ma non ne riesce a distinguere con sicurezza i tre nei presenti sul corpo di Isao e che ne avrebbero confermato la reincarnazione.
La bambina però afferma di averlo riconosciuto come protagonista della sua esistenza precedente e lo prega di portarla con lui in Giappone, cosa che evidentemente Honda non è in grado di fare.
Il suo incarico professionale si conclude con un viaggio premio in India offertogli dalla ditta per la quale lavora nel quale ha modo di visitare alcuni luoghi legati all'Induismo e al Buddismo (in particolare Calcutta, Benares e le Grotte di Ajanta).
Tornato in patria poco prima dello scoppio della II guerra mondiale trascorrerà questo periodo di grande difficoltà approfondendo i fondamenti filosofici del Buddismo senza preoccuparsi più di tanto degli aspetti pratici della propria esistenza; peraltro, un fortunato gioco di coincidenze lo condurrà a ritrovarsi molto ricco alla fine delle ostilità.

### Seconda parte (1952 e 1967)
Grazie alla solida posizione economica raggiunta Honda ha considerevolmente ridotto la propria attività professionale e divide il proprio tempo tra Tokyo e la sua nuova villa di Gotemba, dove fa amicizia con una vicina di casa, la signora Keiko Hisamatsu. Honda aveva inoltre ritrovato l'anello di smeraldo perso nel corso degli avvenimenti narrati da Neve di primavera, e pensa di restituirlo alla principessa Ying Chan, che nel frattempo si è trasferita in Giappone per motivi di studio.
Ying Chan, attesa come ospite ad un ricevimento presso la villa di Gotemba, non si fa viva. Vengono invece presentate al lettore le tendenze voyeuristiche di Honda, il quale guarda attraverso un apposito spioncino ricavato nel proprio studio due dei suoi ospiti che copulano nella stanza adiavente in presenza di Makiko Kito, uno dei personaggi del romanzo precedente che è nel frattempo divenuta una nota poetessa.
Invitata dopo qualche tempo Ying Chan ad una cena all'Imperial Hotel di Tokyo Honda le riconsegna infine l'anello; con la complicità di Keiko cerca quindi di fare in modo che il nipote della vicina seduca la ragazza nel corso di un successivo incontro nella villa in modo da poterla spiare durante l'atto sessuale e capire finalmente se i tre nei identificativi fossero o meno presenti sul suo corpo.
Il piano però abortisce e Ying Chan, irritata, restituisce l'anello a Honda e interrompe ogni contatto con l'uomo. Una parziale riappacificazione avviene in occasione dell'inaugurazione della nuova piscina privata di Honda; questa egli spierà, non visto, la ragazza mentre fa l'amore con Keiko. Nella stessa notte scoppia un incendio che distrugge la villa e nel quale periscono due degli ospiti.
L'ultimo, breve capitolo del romanzo è ambientato nel 1967 e in esso Honda apprende che Ying Chan, che nel frattempo aveva fatto ritorno in Thailandia, è morta alcuni anni prima per il morso di un serpente velenoso.

## Edizioni italiane
- Il Tempio dell'Alba, traduzione dall'edizione inglese di Riccardo Mainardi, Collana, Milano, Bompiani, ottobre 1984. - Collana I Grandi Tascabili, Bompiani, 1994-2002, ISBN 978-88-452-2160-6.
- Il Tempio dell'alba, trad. dal giapponese di Emanuele Ciccarella, in  Yukio Mishima, Romanzi e racconti, a cura di Maria Teresa Orsi, Collana I Meridiani, Milano, Mondadori, 2006, ISBN 978-88-045-4927-7.
- Il Tempio dell'alba, traduzione di Emanuele Ciccarella, Collana UEF, Milano, Feltrinelli, ottobre 2010, ISBN 978-88-077-2238-7.